# Publicist
Publicist, journalist, författare, en bredare term än journalist som även inkluderar artikelförfattare i tidskrifter, vissa förläggare, förr särskilt skribenter av politiska samtidsanalyser.
Redan första upplagan av Nordisk familjebok (1889) konstaterade att ordet publicist kan ha olika betydelser, att det på svenska används om "tidningsskrivare och tidningsmän", men i utlandet även om "statsrättslärde och utgivare av urkunder". I äldre uppslagsverk beskrivs personer som publicister om de ägnat sig åt tidningsutgivning på ett sätt som närmast motsvarar dagens chefredaktörer. Den svenska Publicistklubben grundades 1874 och är en förening för tidningsutgivare, redaktörer och journalister. På engelska används ordet publicist om PR-agenter vars uppgift är att påverka vad massmedia ska publicera, alltså vad som på svenska brukar kallas publicitet eller public relations. På franska (publiciste) och tyska (Publizist) används ordet ungefär som på svenska. Dock kan det på tyska även användas om analytiker, grävande journalister och om mediaforskare.
Publicistik är driften av ett journalistiskt medium eller massmedium. Medan journalistiken handlar om att producera text, bild och annat material, handlar publicistiken om att välja ut, presentera och marknadsföra materialet.
Publicistmöten kallades årliga svenska konferenser om journalistik, varav den första arrangerades 1868 i Stockholm av Lars Johan Hierta. Den sextonde sådana konferensen hölls 1907.